# Morion

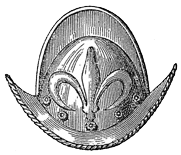
Morion

Morionen är en hjälm, som började användas på 1500-talet. Den härstammar ursprungligen från Kastilianska kronan.
Den har utseende av ett från sidorna sammantryckt halvklot med en kam upptill som ser ut ungefär som en halvmåne och ofta är ganska hög. Brättena är nedåtböjda och löper samman framtill och baktill i en spets. Ibland försågs hjälmen med kindskydd som bildade hakremmens övre del.
De rustningar som brukades i krig i Europa och som utvecklats under 1300- 1400-talen var tunga och klumpiga. På 1500-talet gjordes rustningen för infanteriet lämpligare och bekvämare till fältbruk. Beträffande rustningens skydd för huvudet bar infanteriet den under 1400-talet vanliga visirhjälmen till omkring 1500 och den uråldriga järnhatten till in på 1550-talet. Nyare typer av hjälmar började användas och en sådan var morionen som började komma i bruk omkring 1520 och var en vidareutveckling av järnhatten. Den användes över hela Europa men lär härstamma från Spanien.
Förutom av infanteriet bars morioner ofta av drabanter och av de tyska städernas borgargarden och Vatikanstatens schweizergarde bär den fortfarande av tradition.